# NGC 1847
NGC 1847 est un amas ouvert situé dans la constellation de la Dorade. Cet amas est situé dans le Grand Nuage de Magellan. Il a été découvert par l'astronome britannique John Herschel en 1835.

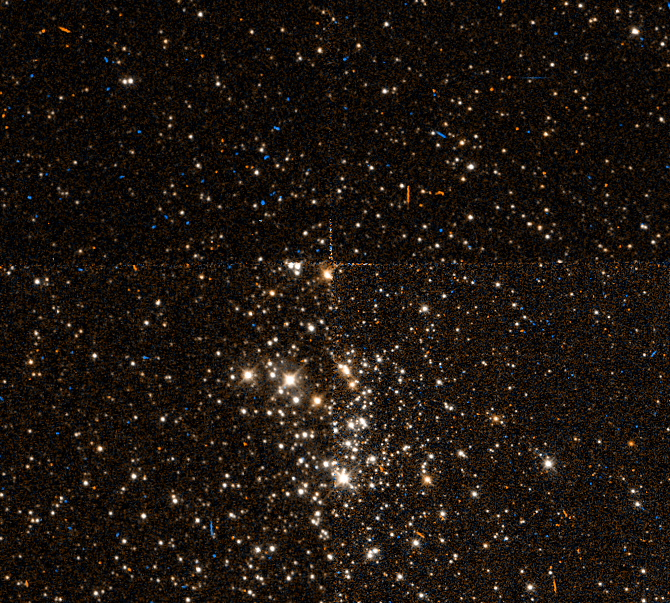
NGC 1847 par le télescope spatial Hubble.